# دربند بيلوله
قرية دربند بيلوله (بالكردية: دەربەندبێلولە)‏ هي إحدى قرى ناحية ميدان في قضاء خانقين ضمن الحدود الإدارية لمحافظة السليمانية لأنها ضمن مناطق إدارة كرميان في إقليم كردستان العراق.